# 饶钦止
饶钦止（1900年2月22日—1998年3月28日），字考祥，男，四川重庆人，中国藻类学家，曾任湖北省政协副主席，第五届全国政协委员。